# Astyanax ruberrimus
Astyanax ruberrimus és una espècie de peix de la família dels caràcids i de l'ordre dels caraciformes.

## Hàbitat
Viu a àrees de clima tropical.

## Distribució geogràfica
Es troba a Panamà i Colòmbia.